# Jatinangor

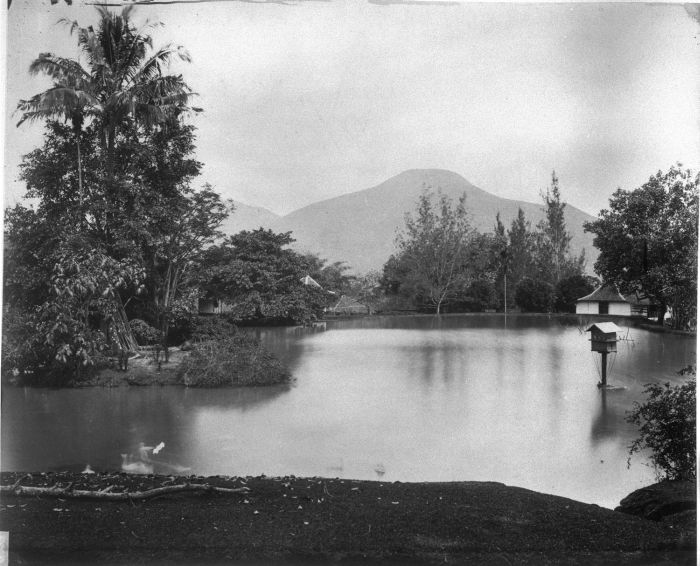
De theeonderneming Djatinangor ten oosten van Bandung

Jatinangor is een buitenwijk aan de oostelijke rand van Bandung op het eiland Java in Indonesië. Jatinangor is net als veel delen van West-Java dichtbevolkt en heeft een enorme hoeveelheden verkeer en milieuvervuiling.

## Verkeer
Een buslijn loopt direct vanaf de campus in Jatinangor naar de campus Dipati Ukur in Bandung. Het openbaar vervoer voor korte afstanden is zoals bijna overal in de West-Java het busje of de iets duurdere motor. Ook taxi's kunnen worden gehuurd.

## Studenten
Jatinangor wordt vooral bepaald door verschillende afdelingen van de universiteit van Padjadjaran, die hier werden geplaatst als gevolg van toenemende aantallen studenten. De stad wordt voornamelijk bewoond door studenten die afkomstig zijn uit de hele Indonesische archipel. Ook veel Maleisische studenten studeren hier
Vooral op de belangrijkste weg die rechtstreeks naar Bandung leidt, zijn er tal van straatverkopers van fruit en andere levensmiddelen. Maar ook dealers met gebrande muziek-cd's en films zijn zeer goed vertegenwoordigd. Warungs (eetstalletjes) en andere bedrijven die gespecialiseerd zijn in de eerste plaats op studentenbenodigdheden (printing, briefpapierwinkels e.d.) zijn te vinden in heel Jatinangor. Er is een aantal internetcafés in Jatinangor dat de klok rond open is en afhankelijk van de tijd van de dag, voor het equivalent van 10 tot 30 cent geopend is.

## Ontspanning
In het midden van de campus van de Universiteit van Padjadjaran ligt een voetbalstadion, dat alleen gebruikt wordt door studenten voor trainingsdoeleinden. Er is een tweede militaire universiteit in het westen van Jatinangor waarvan afgestudeerden worden toegelaten in het ambtenarenapparaat. In het noorden is een grote golfbaan met een hotel, dat voornamelijk wordt bezocht door de Chinese hogere klasse in Indonesië. Een groot winkelcentrum dat voor aanvullende verkeersbelasting zal zorgen in Bandung en daarbuiten is momenteel in aanbouw .
Er is een aantal recreatieve faciliteiten, zoals bergbeklimmen, Pencak Silat, voetbal of badminton dat in Indonesië zeer populair is en dat voornamelijk wordt gespeeld in tweetallen in een van de vele kleine zalen.
Een interessante bestemming voor wandelaars is de meest oostelijke Gunung Geulis (Soendanees: mooie berg), die een oud graf op de top heeft.